# 约尔马·帕努拉

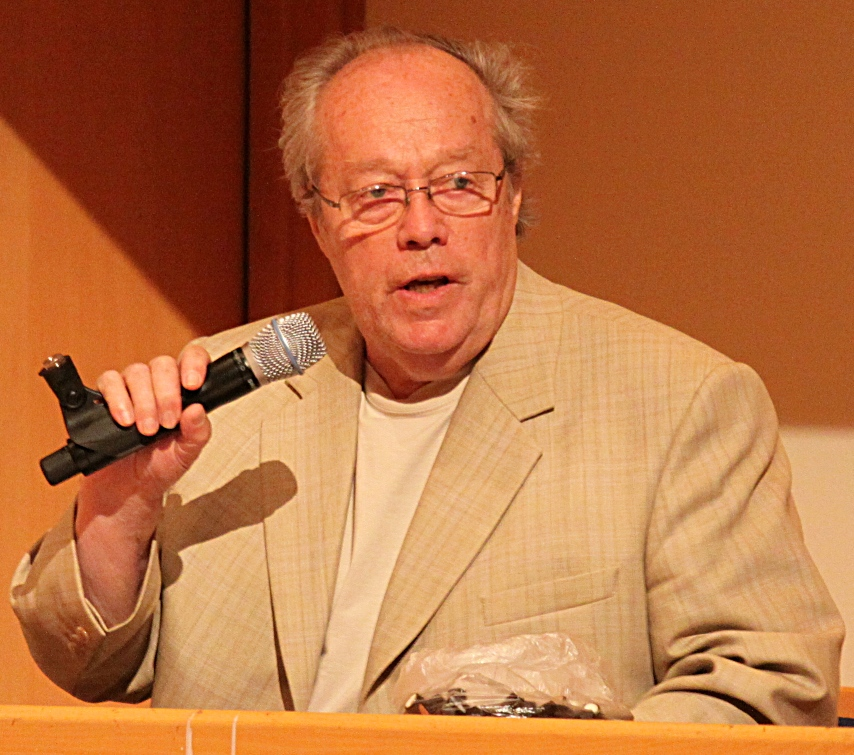
帕努拉于2009年

约尔马·尤哈尼·帕努拉（芬蘭語：Jorma Juhani Panula；1930年8月10日—），芬兰指挥家、作曲家、音乐改编家，特别以西贝柳斯音乐学院指挥专业的教师而著称。很多在国际上扬名的芬兰指挥家都曾从师于他，例如：埃萨-佩卡·萨洛宁、尤卡-佩卡·萨拉斯特、奥斯莫·万斯凯、萨卡里·奥拉莫、苏珊娜·迈尔基、米科·弗兰克和克劳斯·梅凯莱。